# Brakina
La Brakina est une bière du Burkina Faso, brassée par la société du même nom BRAKINA. La Brakina est une bière légère, très appréciée des burkinabè. La contenance des bouteilles de Brakina est de 65 centilitres, et son coût est approximativement de 600 francs CFA, soit 1 euro.

## Historique
La Brakina, boisson rafraichissant du Burkina est créée en 1960 et portait le nom de Bravolta. En 1977 naît Sovobra. En 1984, à la suite de la révolution d’août 1983, la Bravolta donne place à Brakina et la Sovobra à Sobbra. Au début des années 1990, le groupe français Castel acquiert Brakina et Sobbra. Les deux entités seront fusionnées en 1992 pour donner naissance à la Brakina actuelle.
La société est la propriété du groupe Castel. Elle propose également la Castel Beer, la Sobbra, la Doppel Munich, la Chill citron, la Sombreros, la Beaufort Lager, la Guinness, Malta Guinness, World Cola, Youki, XXL Energy, Doppel Energy Malt et Eau Lafi.

## Descriptif du produit
Brakina, est une bière blonde avec 4,2 % d’alcool. Elle est conditionnée dans une bouteille en verre de 65 cL. Elle est produite avec le maïs du terroir pour promouvoir la filière agricole nationale.

## Gamme et autres produits
Outre la bière Brakina, la société Brakina commercialise plusieurs autres marques de boissons alcoolisées et non alcoolisées, notamment la Castel Beer, la Sobbra, la Flag Spéciale, la Doppel Munich, la Chill, la Sombrero, la Beaufort Lager, ainsi que des boissons comme Guinness, Malta Guinness, World Cola, Youki, XXL Energy, Doppel Energy Malt et Eau Lafi.

## Brakina Spécial
La Brakina Spéciale est une bière burkinabè produite par la Brakina, une entreprise brassicole implantée à Ouagadougou, au Burkina Faso. Elle est commercialisée depuis 2025.La Brakina Spéciale est une bière ambrée, caractérisée par une robe cuivrée et une mousse onctueuse. Elle est élaborée à partir d'eau, de malt, de maïs et de houblon.

### Taux d'alcool
Elle présente un taux d’alcool de 5 % vol. et se distingue par des arômes légèrement caramélisés.

## Engagement sociétal
Brakina s’engage dans plusieurs actions citoyennes et sociales au Burkina Faso. L’entreprise soutient des initiatives de solidarité, notamment des dons aux personnes déplacées internes (PDI) et aux populations vulnérables. Elle œuvre également pour un climat social apaisé à travers des conventions collectives avec ses employés. L’entreprise est également engagée dans la promotion de la consommation responsable et dans le développement durable, notamment par l’utilisation de matières premières locales et le soutien à la filière agricole burkinabè.